# Otevřená učebnice

Logo otevřených vzdělávacích zdrojů

Otevřená učebnice (anglicky: open textbook) je forma učebního textu, která je poskytována pod otevřenou licencí, tak aby ji mohli volně využívat jak studenti a učitelé, tak i široká veřejnost. Otevřené učebnice nejsou synonymem digitální učebnice či eknihy (ač mají některé společné rysy).
Koncepce otevřených učebnic klade důraz na jejich poskytování pod otevřenou licencí, možnost volného sdílení a modifikace. Otevřené učebnice mohou být distribuovány v řadě formátů, v současné době dochází k jejich přesunu do cloudových úložišť a distribuci skrze ně (typickým příkladem jsou např. Wikiknihy). Z těchto úložišť si je mohou ale také vytisknout ti, kdo preferují klasický text před digitálním rozhraním (přičemž si mohou vytisknout jen tu část, kterou potřebují a tak šetřit životní prostředí).
Vzhledem k množství výhod, které mají oproti klasickým učebnicím, očekávají analytici celosvětový pokles prodeje klasických tištěných učebnic a využívání textu v digitální podobě, v současné době již dochází k synergii mezi využíváním klasických materiálů a tištěných např. v Jižní Koreji či Polsku, které klade velký důraz na podporu otevřených učebnic.
Dostupnost kvalitního vzdělání napříč populací je důležitým předpokladem pro znalostní společnost. Volný přístup k poznatkům, jenž otevřené učebnice umožňují, je proto i vymezen jako základní předpoklad pro úspěšné naplňování Cílů udržitelného rozvoje.

## Vznik otevřených učebnic
Vznik otevřených učebnic úzce souvisí s koncepcí otevřeného vzdělávání a otevřených vzdělávacích zdrojů. Po roce 2000 si instituce, jednotlivci i firmy začali uvědomovat potenciál, který internet poskytuje pro šíření informací a vzdělávání. V roce 2002 byl proto na fóru „Open Courseware“ (pořádaném UNESCO v roce 2002) poprvé použit termín Otevřené vzdělávací zdroje (Open educational resources) jako označení teoretického rámce pro vzdělávací materiály, které jsou k dispozici převážně na internetu a volně přístupné pro účely vzdělávání. Od té doby vzniklo mnoho iniciativ a projektů zaměřených na OER, mezi nejznámější patří fenomén MOOCs, kurzů z nejlepších světových univerzit, které je možno absolvovat přes internet.
Spolu s kurzy a různými vzdělávacími weby se začala rozvíjet debata o nahrazení klasických učebních materiálů (učebnic, pracovních sešitů) zdroji, které jsou k dispozici jen v elektronické podobě a to ať již zpoplatněnou formou (kupováním ebooků), bezplatným otevřením učebnic a jejich umístěním na internet (financovaných např. školami či státem) či kombinací obou přístupů (něco zpoplatnit a něco nechat pod otevřenou licencí). Mezi nejznámější vydavatele otevřených učebnic patří Flat World Knowledge, společnost založená Ericem Frankem a Jeffem Shelstadem v roce 2007 v USA. V současné době se o otevřených učebnicích a OER vede debata zejména v USA a západní Evropě, tématem se ale zabývají výzkumníci a politici po celém světě.

## Výhody a nevýhody otevřených učebnicí

### Výhody
Zastánci otevřených učebnic jmenují jako hlavní pro jejich rozšíření tyto důvody:
1. Snížení nákladů.[7] Jakmile je učebnice jednou napsána, má k ní přístup každý a stává se veřejným statkem. Studenti tak ušetří prostředky a dochází k demokratizaci vzdělávání (to je zejm. důležitý argument v USA, kde jsou ceny učebnic vysoké a pořád stoupají[8]).
2. Snadná aktualizace. V současném rychle se měnícím světě poznatky rychle zastarávají, proto jsou potřeba časté aktualizace a digitální zdroje jsou pro to ideální.
3. Snadná úprava pro specifické účely. Učitel může učebnici upravit (zkrátit, doplnit či jinak modifikovat) pro účely svého kurzu. To je důležité v době, jež klade důraz na specializaci.
4. Vyšší efektivita a zlepšení studijních výsledků[9]. Prostřednictvím hyperlinků a odkazů se může student dostat k poznatkům, které ho zajímají a přesahují rámec učební látky, mnohem snadněji než v klasickém printu. Případné poznámky, které si udělá online mu již zůstanou a bude je mít kdykoli k dispozici (z klasických učebnic je musí odstranit, pokud je chce přeprodat; ale i v případě, že si je nechá je přístup složitější než v cloudovém rozhraní).
5. Změna média. Dnešní studenti vyrůstají ve světě, kde tráví již od dětství více času s digitálními platformami (než klasickými knihami). Klasický učební text se v době Wikipedie stává nepřitažlivým.
6. Snížení zátěže životního prostředí. S rostoucími požadavky na vzdělání a aktualizací učebnic rostou také náklady na jejich recyklaci, popř. uložení. Celý životní cyklus učebnic (papír, tisk, logistika, prodej) není environmentálně šetrný. Osobní počítač (tablet), ač taky představuje ekologickou zátěž, se stává nezbytností života v současné době. Pokud ho tedy studenti mají stejně, nemusí již mít učebnice.
7. Časová úspora. Nákup učebnic (popř. jejich přeprodej dál), jejich příprava do školy, listování, případné zapomínání a ztrácení, představují za celé školní období značné množství času, které by se dalo uspořit, pokud by se studovalo z otevřených učebnic.
8. Vzdělanější společnost. Vzdělání je (stejně jako zdraví) pozitivní externalitou, pokud je jedinec vzdělaný, má z toho prospěch celá společnost. Pokud by byly učebnice otevřené pro všechny, podpořilo by to nejen klasické institucionální vzdělání ale i proces celoživotního vzdělávání.

### Nevýhody
Největší problémy spojené s vytvářením a šířením otevřených učebnic jsou:
1. Nedůvěra. Internet je relativně nová záležitost a značná část učitelů a pracovníků ve školství je konzervativních. Kvalita open accessu značně variuje a není žádný garant kvality. Tento problém by mohly vyřešit např. schvalovací doložky ministerstev (jako je tomu v případě klasických učebnic).
2. Nedostatečná vybavenost hardwarem. Ač dochází k masivní digitalizaci v celosvětovém měřítku, řada studentů (zejm. v rozvojových zemích ale i ve vyspělém světě), nemá zařízení, na němž by mohla využívat digitální texty. Toto by mohlo vyřešit zapůjčení zařízení či příspěvkem na jeho koupi (jako se tomu již občas děje)[10].
3. Nízká digitální gramotnost. Řada pedagogů ale i studentů neumí využívat nové technologie, proto nechtějí přistoupit ani na digitální texty.
4. Financování. Otevřené učebnice mnohem levnější než klasické tištěné, nicméně je potřeba zaplatit autorský kolektiv, popř. platformu na níž bude text k dispozici. Vzhledem k tomu, že z otevřených učebnic nejsou žádné příjmy pro vydavatele, nabízí se trojí způsob financování 1) Státem; 2) Školy; 3) Studenty.
5. Obavy. Nové technologie vzbuzují vždy nedůvěru (již když se zaváděly první učebnice ve starověkém Řecku, stěžovali si Platón a Sókrates, že povedou k úpadku vzdělání, a vyzdvihovali přednosti mluveného projevu).[11][12]